# Mirco Colina
Mirco Dwight Tadeo Colina Jr. (ur. 23 maja 1990 w Willemstad) – piłkarz z Curaçao występujący na pozycji napastnika w klubie SV VESTA.

## Kariera klubowa
Colina rozpoczynał swoją karierę piłkarską w drużynie SV VESTA z siedzibą w stołecznym mieście Willemstad jako siedemnastolatek. W latach 2011–2013 występował w zespole RKV FC Sithoc. Następnie grał w RKSV Centro Dominguito i C.S.D. Barber. 1 stycznia 2017 podpisał kontrakt z SV VESTA.

## Kariera reprezentacyjna
W 2011 Colina znalazł się w składzie reprezentacji Curaçao U-23 na turniej kwalifikacyjny do Igrzysk Olimpijskich w Londynie. Wystąpił wówczas w trzech spotkaniach, zdobywając dwie bramki w wygranej 2:0 konfrontacji z Dominiką, a jego drużyna odpadła już w fazie wstępnej i nie zakwalifikowała się na olimpiadę.
W seniorskiej reprezentacji Antyli Holenderskich Colina zadebiutował 13 października 2010 w przegranym 1:2 spotkaniu z Surinamem w ramach Pucharu Karaibów. W reprezentacji Curaçao, spadkobiercy rozwiązanej kadry Antyli Holenderskich, zadebiutował za to 20 sierpnia 2011 w przegranym 0:1 towarzyskim meczu z Dominiką. Pierwsze dwa gole w drużynie narodowej zdobył 25 września tego samego roku w zremisowanej 2:2 towarzyskiej konfrontacji z Surinamem. Wziął udział w dwóch meczach wchodzących w skład eliminacji do Mistrzostw Świata 2014, na które jego zespół nie zdołał się jednak zakwalifikować.